# أوريل ستيفان
أوريل ستيفان (مواليد 7 يناير 1950) هو مبارز بالسيف روماني، مثّل بلاده في الألعاب الأولمبية الصيفية 1972.

## روابط خارجية
أوريل ستيفان على موقع أوليمبيديا (الإنجليزية)